# Басистюк Дмитро Вікторович
Дмитро́ Ві́кторович Басистю́к (1991 — 2023) — український військовослужбовець, учасник російсько-української війни, водій стрілецького відділення стрілецького взводу стрілецької роти 135-го окремого батальйону 114 ОБрТрО.

## Життєпис
Народився 5 січня 1991 року у місті Вишневе Київської області. Деякий час проживав у Волочиську Хмельницької області, де закінчив загальноосвітню школу.
У 2013-му переїхав до Обухова, після проходження строкової військової служби, підписав контракт — після чого брав участь у бойових діях в зоні АТО. 2019 року звільнився з служби та працював в охоронній фірмі.
Після початку повномасштабного вторгнення вступив до лав ТрО, а саме до 135-го батальйону 114 ОБрТрО.
18 грудня 2023 року сержант Басистюк Дмитро загинув в ході стрілецького бою поблизу населеного пункту Кліщіївка Бахмутського району Донецької області. Забрати тіло вдалося лише 15 січня 2024-го.
Похований в Обухові 20 січня 2024 року.
Без Дмитра лишились батько Віктор Анатолійович, мама Наталія Володимирівна, брати Анатолій та Артем, сестра Віталіна.

## Нагороди
- Нагрудний знак «Ветеран війни».
- Орден «За мужність» III ступеня[2].